# Bochoř
Bochoř är en ort i Tjeckien.   Den ligger i regionen Olomouc, i den östra delen av landet, 230 km öster om huvudstaden Prag. Bochoř ligger 205 meter över havet och antalet invånare är 1 000.
Terrängen runt Bochoř är platt, och sluttar västerut. Runt Bochoř är det ganska tätbefolkat, med 96 invånare per kvadratkilometer. Närmaste större samhälle är Přerov, 4,1 km norr om Bochoř. Trakten runt Bochoř består till största delen av jordbruksmark.